# Közönséges vörös mangrove
A közönséges vörös mangrove (Rhizophora mangle) a Malpighiales rend Rhizophoraceae családjának névadó faja.

## Előfordulása
A Föld mindkét felén megtalálható kb. a 28-as szélességi körökig, tehát a szubtrópusokon és trópusokon is.

## Megjelenése, felépítése
Erős gyökerei jól belekapaszkodnak a homokos vagy agyagos talajba azért, hogy a hullámok ne sodorják el. Az árapályöv lakójaként gyökerei naponta több óráig a víz alatt vannak. A mangrovék jellegzetes képét ezért az elöntés szintje felett növő légzőgyökerek adják. Ezek akadályozzák meg, hogy a fa a dagálytól megfulladjon.
Ha megfelelő az élőhelye, a vörös mangrove 24 méter magasra is megnőhet, azonban átlagos magassága csak 6,1 méter. Kérge vastag és szürkésbarna. Elliptikus levelei 7,6-13 centiméter hosszúak és 2,5-5,1 centiméter szélesek; a szélük sima. A levél felfelé forduló része sötétebb zöld, mint fonáka. Világossárga virágai tavasszal nyílnak.

## Életmódja
A legfőbb élőhelyei a brakkvizes és sós mocsarak. Ezt csak kevés növény viseli el, így a vörös mangrove egy sajátos ökoszisztéma, az úgynevezett mangroveerdő egyik karakterfaja. Leggyakrabban az alábbi fajokkal társul:
- Laguncularia racemosa,
- Avicennia germinans és
- Conocarpus erectus.

Ez a növény igen fontos faja Florida, Louisiana és Texas államok tengerparti ökoszisztémáinak. A Schinus terebinthifolius nevű növényfaj térhódítása veszélyezteti a vörös mangrovét éppen úgy, ahogy a vörös mangrove veszélyezteti a Hawaii őshonos tengerparti növényeit. Hawaiiban egyfajú, sűrű erdőket alkot. A vörös mangroveerdők ívó-, fészkelő-, de vadászhelyei egyes halaknak, madaraknak és krokodiloknak.

## Szaporodása
Sarjadzással szaporodik. Sarjadzáskor az anyasejten egy dudor ("bimbó") keletkezik, amelybe az anyasejt citoplazmájának egy része és a kettévált sejtmag egyik fele átvándorol. Amint a bimbó egy bizonyos nagyságot elér, leválik az anyasejtről és önálló életet kezd. Miután az „új fa” levált az anyafáról, beesik a vízbe, amely addig sodorja, amíg el nem ér egy sekély vizű iszapos tengerparti vagy torkolati részt. Az „új fa” egy tokszerű képződményben „utazik.” Az „utazás” több, mint egy évet is tarthat. A kis fának nincs „gyermekkora”; még mielőtt leszakadt volna az anyafáról, úgy élt, mint egy kifejlett fa, csak kisebb méretben. A növény kétnemű és képes akár magát is megtermékenyíteni, vagy a szél segítségével más fákkal szaporodik.

## Érdekességek
A közönséges vörös mangrove a venezuelai Delta Amacuro szövetségi állam címerfája. Tongában ebből a növényből festéket nyernek ki, amellyel a hagyományos, kéregből készült ruhákat festik meg.

## Képek

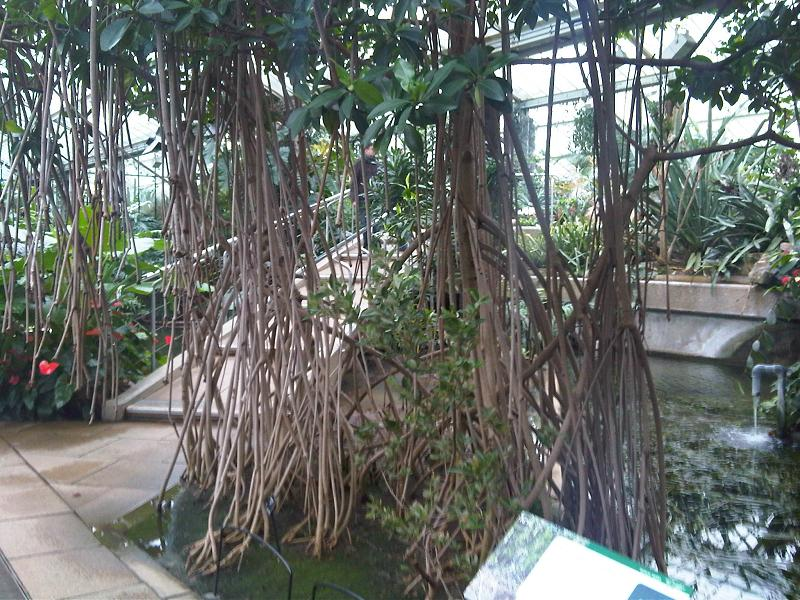
Az angliai Kew Gardens-ban
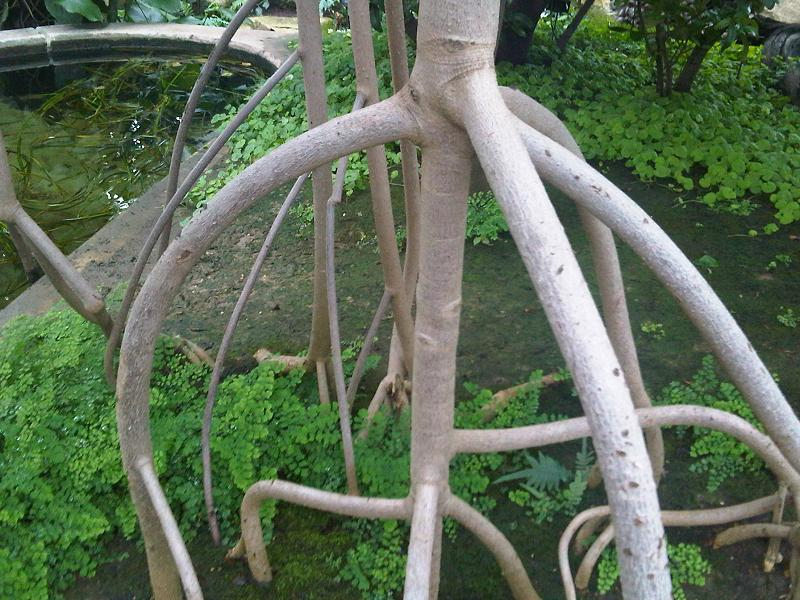
A légzőgyökere
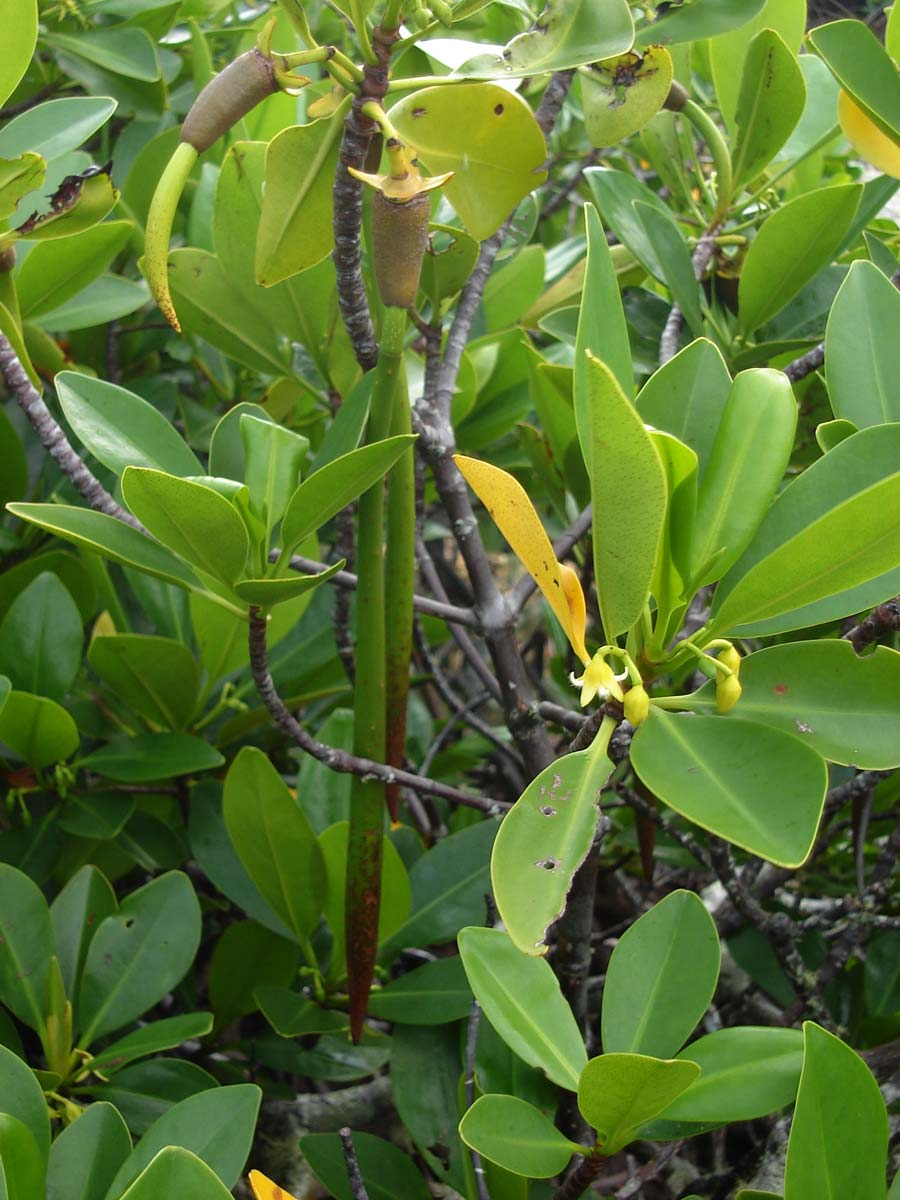
levelei,
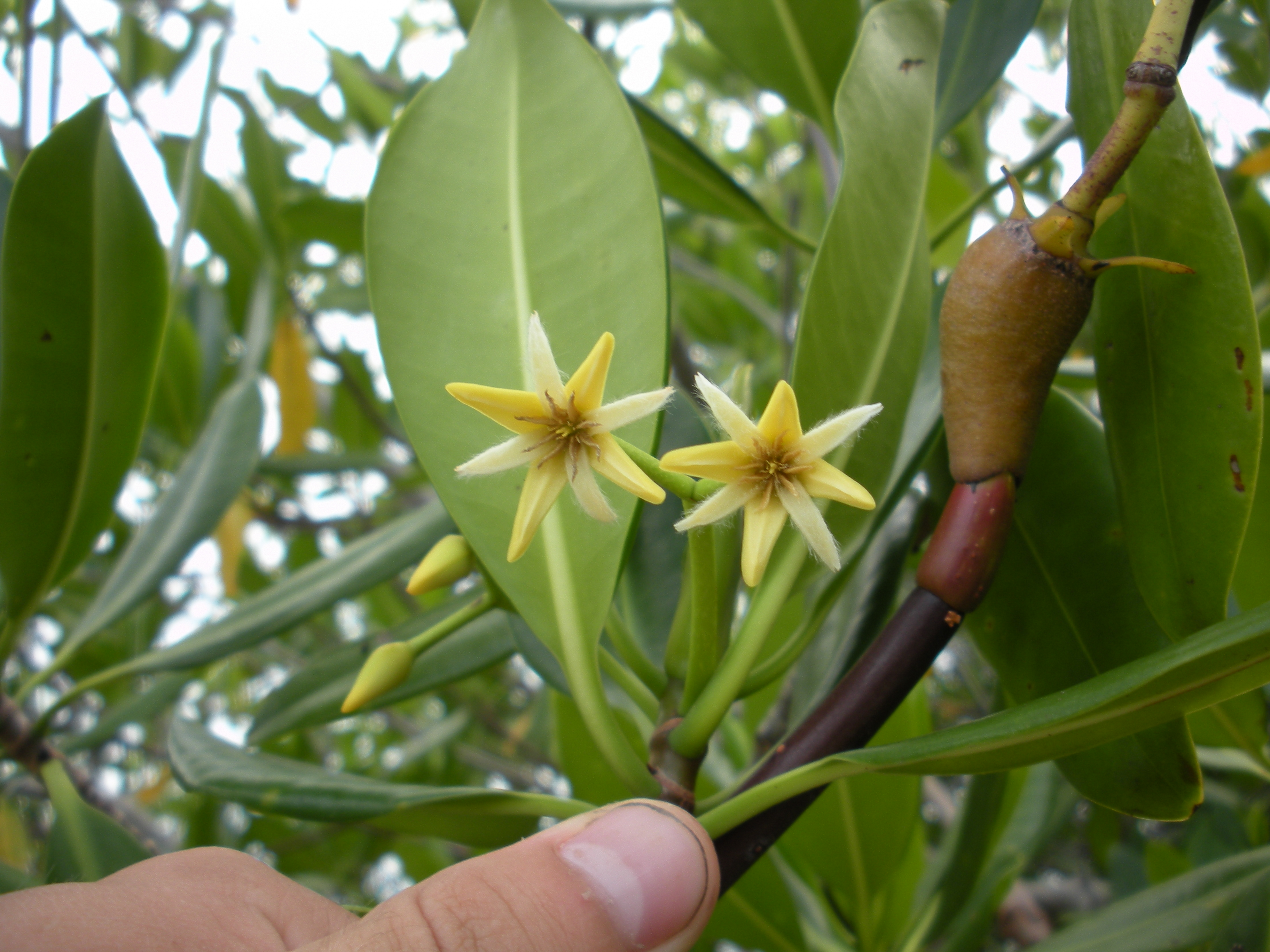
virágai,
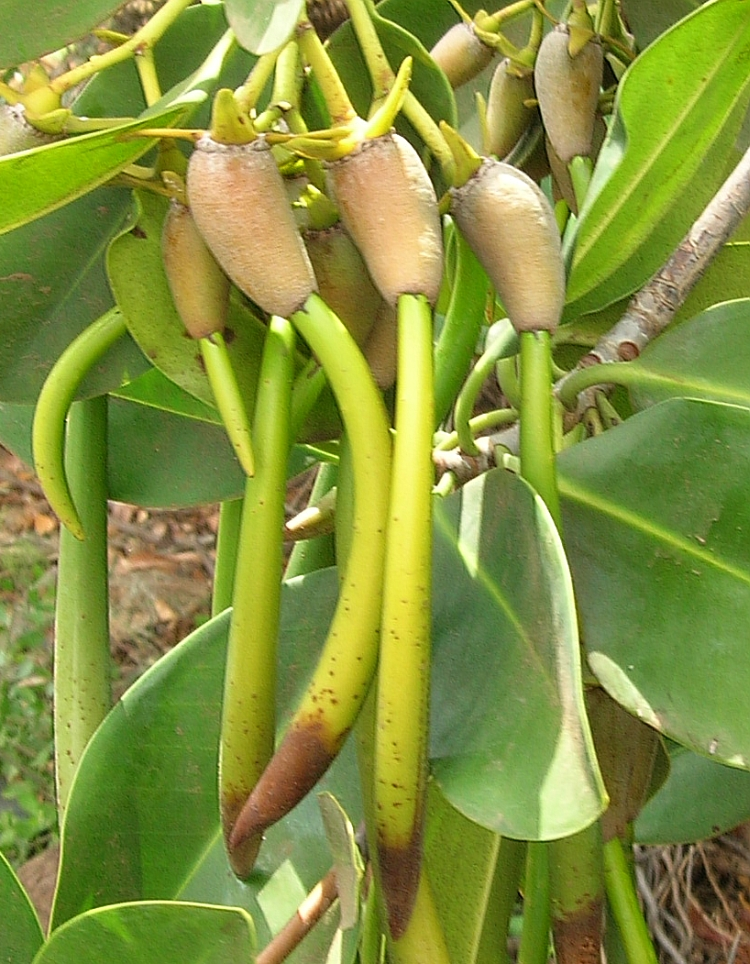
és sarjai
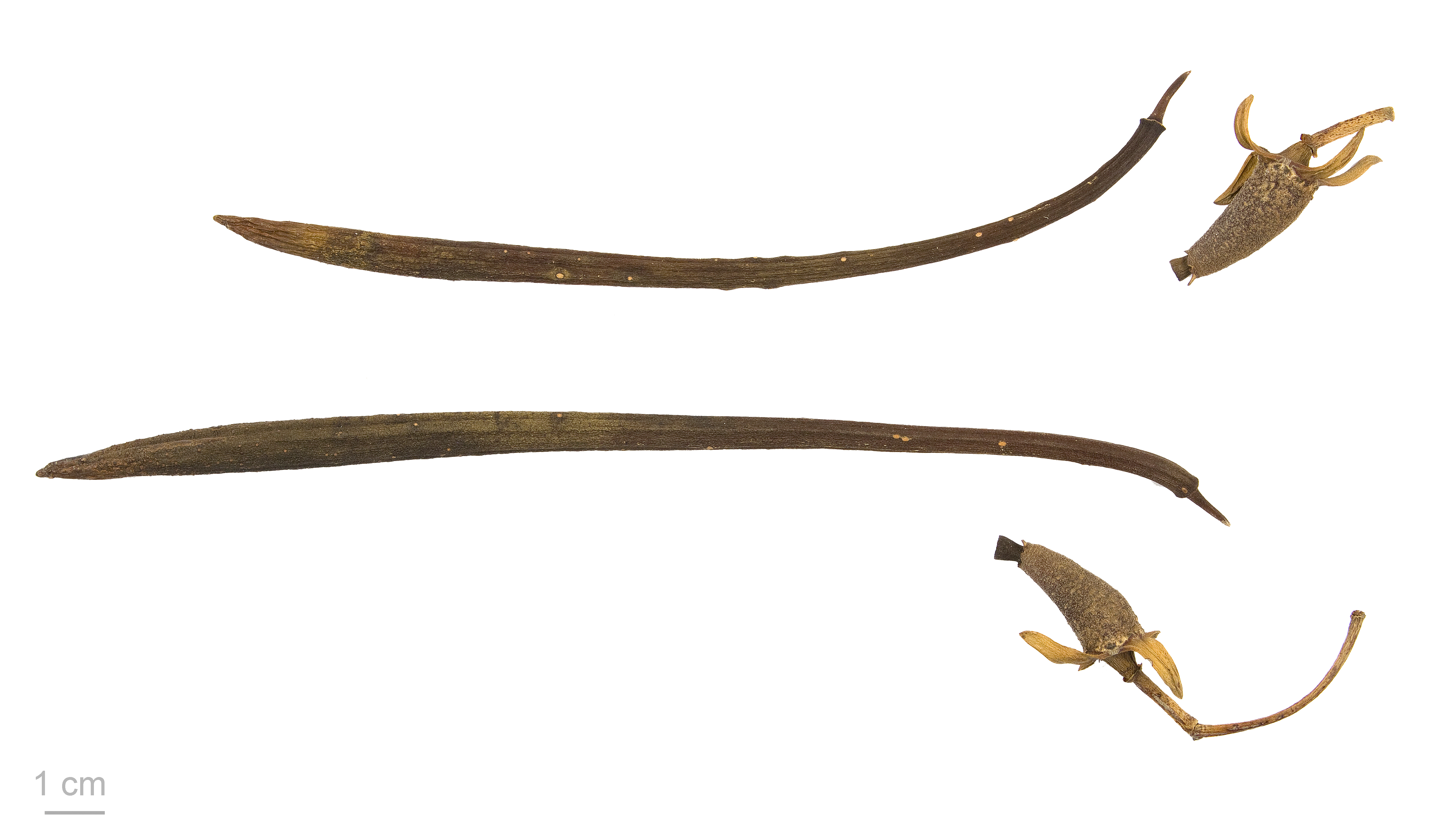
Szárított sarjai
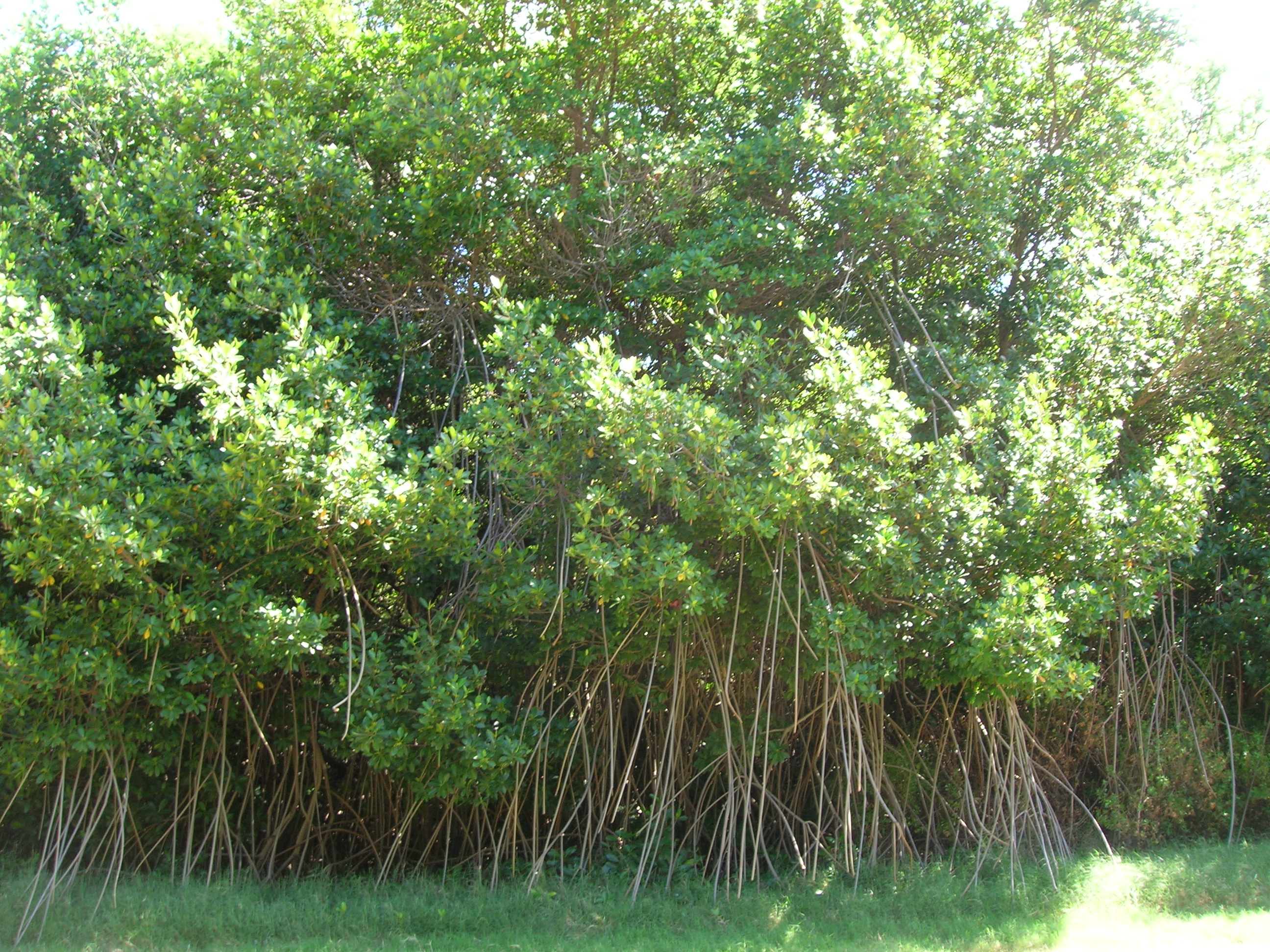
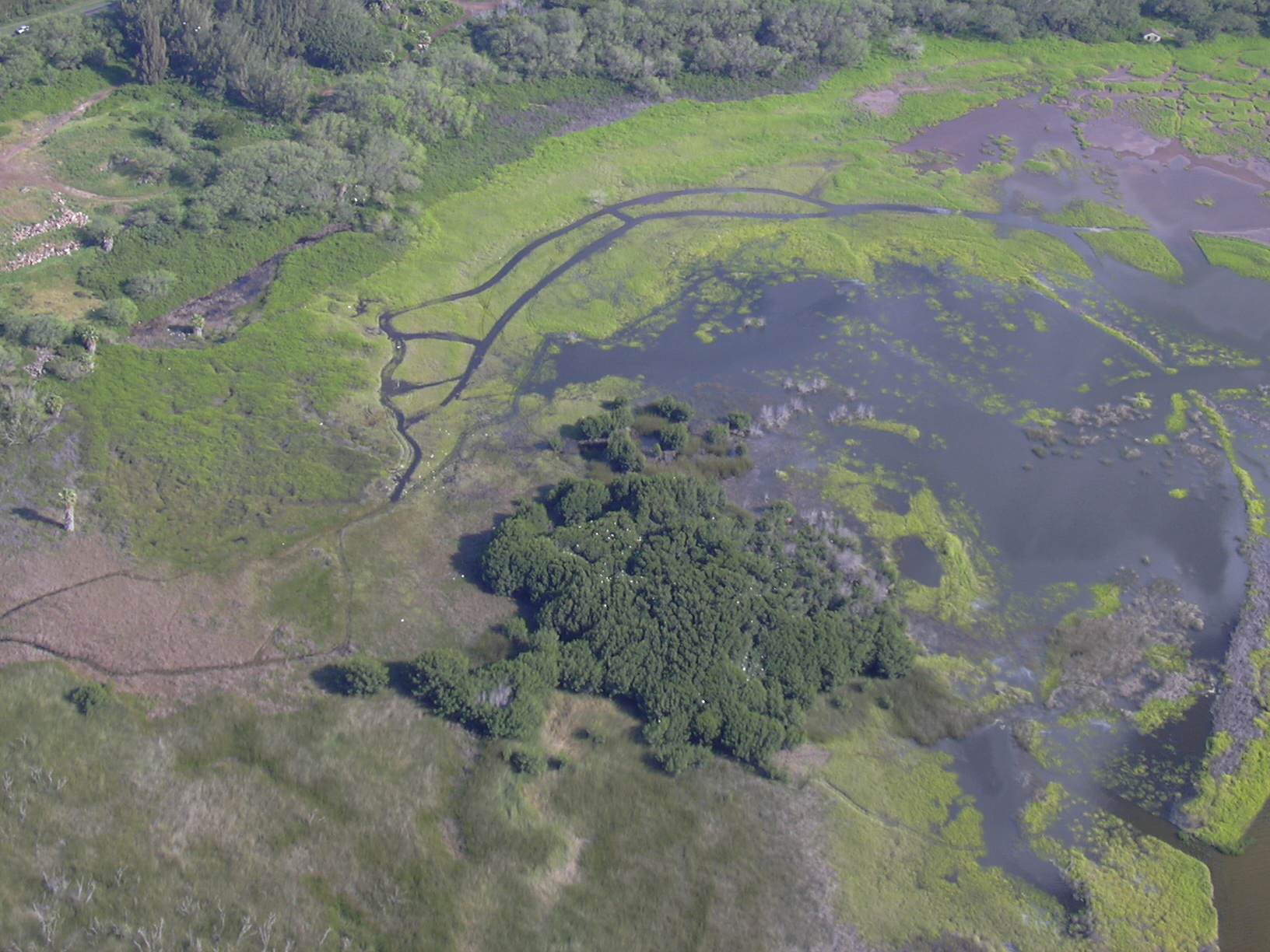
Mauin és
Molokaion

## Fordítás
- Ez a szócikk részben vagy egészben  a   Rhizophora mangle című angol Wikipédia-szócikk ezen változatának fordításán alapul.  Az eredeti cikk szerkesztőit annak laptörténete sorolja fel. Ez a jelzés csupán a megfogalmazás eredetét és a szerzői jogokat jelzi, nem szolgál a cikkben szereplő információk forrásmegjelöléseként.